# Campeonato Brasiliense de Futebol de 2023 - Segunda Divisão
O Campeonato Brasiliense de Futebol de 2023 - Série B é a 27ª edição da segunda divisão do futebol do Distrito Federal. A competição, organizada pela Federação de Futebol do Distrito Federal, o torneio será disputado entre 02 de setembro e 21 de outubro por 12 equipes do Distrito Federal e Goiás.

## Regulamento
Na primeira fase, as 12 equipes serão divididas em 2 grupos, onde jogarão entre si em seus respectivos grupos em jogos somente de ida, onde as duas melhores classificadas de cada grupo avançarão para as semifinais. 
Na semifinal, os confrontos serão definidos por cruzamento olímpico (2°A x 1°B, 2°B x 1°A) onde farão jogos de ida e volta com a vantagem do mando de campo no jogo de volta para a equipe de melhor campanha. Ao final, as equipes vencedoras dos confrontos avançarão para a final e garantirão uma vaga para a Primeira Divisão em 2024.
Na final, os dois clubes farão um jogo único, onde a vencedora do confronto se consagrará campeã da competição.

### Critérios de desempate[1]
1. Maior número de vitórias
2. Maior saldo de gols
3. Maior número de gols pró
4. Menor número de cartões vermelhos recebidos
5. Menor número de cartões amarelos recebidos
6. Sorteio

## Equipes participantes
| Equipe                                                        | Localidade               | Em 2022        | Estádio (mando em 2023) | Capacidade | Títulos            |
| ------------------------------------------------------------- | ------------------------ | -------------- | ----------------------- | ---------- | ------------------ |
| Associação Recreativa Cultural Unidos do Cruzeiro (ARUC)      | Cruzeiro                 | 11º            | Defelê                  | 1.500      | 0 (não possui)     |
| Associação Botafogo Futebol Clube                             | Cristalina (GO)          | 5º             | Abadião                 | 4 000      | 1 (em 2006)        |
| Sociedade Esportiva Ceilandense                               | Ceilândia                | 3º             | Boca do Jacaré          | 27 000     | 1 (em 2009)        |
| Associação Atlética Luziânia                                  | Luziânia (GO)            | 10º (A)        | Serra do Lago           | 12 300     | 0 (não possui)     |
| Canaã Esporte Clube                                           | Fercal                   | Não participou | Dirceuzão               | 1 500      | 0 (não possui)     |
| Grêmio Esportivo Brazlândia                                   | Brazlândia               | 12º            | Chapadinha              | 3 000      | 2 (último em 2011) |
| Grêmio Esportivo Valparaíso (GREVAL)                          | Valparaíso de Goiás (GO) | 7º             | Luizinho                | 7 000      | 0 (não possui)     |
| Legião Futebol Clube                                          | Brasília                 | 9º             | Boca do Jacaré          | 27 000     | 0 (não possui)     |
| Planaltina Esporte Clube                                      | Planaltina               | 4º             | Serra do Lago           | 12 300     | 0 (não possui)     |
| Riacho City Futebol Clube                                     | Riacho Fundo             | 13º            | Defelê                  | 1 500      | 1 (em 2017)        |
| Sociedade Esportiva Planaltina Samambaense (SESP Samambaense) | Samambaia                | 10º            | Rorizão                 | 8 000      | 0 (não possui)     |
| Sobradinho Esporte Clube                                      | Sobradinho               | 6º             | Diogão                  | 15 000     | 2 (último em 2003) |

## Primeira fase

### Grupo A
Fonte: FFDF

### Grupo B
Fonte: FFDF

## Fase final
Em itálico as equipes que possuem o mando de campo no jogo de ida; em negrito as equipes vencedoras.
|  | Semifinais 7 de outubro e 15 de outubro | Semifinais 7 de outubro e 15 de outubro | Semifinais 7 de outubro e 15 de outubro | Semifinais 7 de outubro e 15 de outubro |   |            | Final 22 de outubro | Final 22 de outubro |
|  |                                         |                                         |                                         |                                         |   |            |                     |                     |
|  | Planaltina                              | 1                                       | 1                                       | 2                                       |   |            |                     |                     |
|  | Luziânia                                | 0                                       | 1                                       | 1                                       |   |            |                     |                     |
|  | Luziânia                                | 0                                       | 1                                       | 1                                       |   | Planaltina | 0                   |                     |
|  |                                         |                                         |                                         |                                         |   | Planaltina | 0                   |                     |
|  |                                         | Ceilandense                             | 2                                       |                                         |   |            |                     |                     |
|  | Ceilandense                             | Ceilandense                             | 2                                       | 3                                       | 0 | 3          |                     |                     |
|  | Ceilandense                             |                                         |                                         | 3                                       | 0 | 3          |                     |                     |
|  | Grêmio Brazlândia                       | 0                                       | 0                                       | 0                                       |   |            |                     |                     |

## Premiação
| Campeonato Brasiliense Segunda Divisão 2023 |
| ------------------------------------------- |
| Ceilandense Campeão (2.º título)            |

## Estatísticas

### Artilharia
Atualizado em 16 de outubro de 2023
| Pos | Jogador          | Equipe      | Gols |
| --- | ---------------- | ----------- | ---- |
| 1   | Clemente         | Ceilandense | 5    |
| 1   | Wesley           | Planaltina  | 5    |
| 3   | Uederson         | Riacho City | 4    |
| 4   | Daniel Guerreiro | Brazlândia  | 3    |
| 4   | Gabriel Kersul   | Ceilandense | 3    |
| 4   | Goduxo           | Luziânia    | 3    |
| 4   | Gustavo França   | Ceilandense | 3    |
| 4   | James            | Riacho City | 3    |
| 4   | João             | Ceilandense | 3    |
| 4   | Romário          | Ceilandense | 3    |

### Público
Estes são os dez maiores públicos do campeonato:
| N.º | Público | Mandante   | Placar | Visitante        | Estádio       | Data           | Rodada          | Ref.   |
| --- | ------- | ---------- | ------ | ---------------- | ------------- | -------------- | --------------- | ------ |
| 1   | 601     | Planaltina | 0–2    | Ceilandense      | Defelê        | 22 de outubro  | Final           | [ 7 ]  |
| 2   | 357     | Luziânia   | 1–1    | Ceilandense      | Serra do Lago | 2 de setembro  | 1ª              | [ 8 ]  |
| 3   | 327     | Luziânia   | 0–1    | Planaltina       | Serra do Lago | 7 de outubro   | Semifinal/ida   | [ 9 ]  |
| 4   | 275     | Luziânia   | 2–0    | Botafogo-DF      | Serra do Lago | 23 de setembro | 4ª              | [ 10 ] |
| 5   | 222     | Planaltina | 1–1    | Luziânia         | Dirceuzão     | 15 de outubro  | Semifinal/volta | [ 11 ] |
| 6   | 173     | Sobradinho | 2–10   | Luziânia         | Serra do Lago | 16 de setembro | 3ª              | [ 12 ] |
| 7   | 119     | Canaã      | 0–2    | Luziânia         | Dirceuzão     | 9 de setembro  | 2ª              | [ 13 ] |
| 8   | 93      | GREVAL     | 1–1    | ARUC             | Luizinho      | 9 de setembro  | 2ª              | [ 14 ] |
| 9   | 75      | Canaã      | 1–0    | Legião           | Dirceuzão     | 23 de setembro | 4ª              | [ 15 ] |
| 10  | 70      | Planaltina | 2–0    | SESP Samambaense | Dirceuzão     | 24 de setembro | 4ª              | [ 16 ] |

 Atualizado em 23 de setembro de 2024

## Classificação Final
| Pos | Equipe           | Pts | J | V | E | D | GP | GC | SG  | Classificação ou descenso     |
| --- | ---------------- | --- | - | - | - | - | -- | -- | --- | ----------------------------- |
| 1   | Ceilandense      | 18  | 8 | 5 | 3 | 0 | 30 | 1  | +29 | Promovidos à Primeira divisão |
| 2   | Planaltina       | 19  | 8 | 6 | 1 | 1 | 13 | 3  | +10 | Promovidos à Primeira divisão |
| 3   | Luziânia         | 11  | 7 | 3 | 2 | 2 | 16 | 4  | +12 | Eliminados nas semifinais     |
| 4   | Brazlândia       | 10  | 7 | 3 | 1 | 3 | 8  | 7  | +1  | Eliminados nas semifinais     |
| 5   | Legião           | 10  | 5 | 3 | 1 | 1 | 8  | 1  | +7  |                               |
| 6   | Riacho City      | 9   | 5 | 3 | 0 | 2 | 11 | 8  | +3  |                               |
| 7   | Canaã            | 9   | 5 | 3 | 0 | 2 | 3  | 7  | −4  |                               |
| 8   | ARUC             | 4   | 5 | 1 | 1 | 3 | 3  | 6  | −3  |                               |
| 9   | GREVAL           | 4   | 5 | 1 | 1 | 3 | 6  | 14 | −8  |                               |
| 10  | SESP Samambaense | 3   | 5 | 1 | 0 | 4 | 4  | 11 | −7  |                               |
| 11  | Botafogo-DF      | 3   | 5 | 1 | 0 | 4 | 4  | 15 | −11 |                               |
| 12  | Sobradinho       | 0   | 5 | 0 | 0 | 5 | 2  | 29 | −27 |                               |

## Técnicos
| Equipe            | Técnico                                                         |
| ----------------- | --------------------------------------------------------------- |
| ARUC              | Allen Coutinho (1ª—5ª, primeira fase)                           |
| Botafogo-DF       | Antônio Lucas (1ª—3ª) Alexandro Teixeira (4ª—5ª, primeira fase) |
| Canaã             | Victor Santana (1ª—5ª, primeira fase)                           |
| Ceilandense       | Luís dos Reis (1ª—)                                             |
| Grêmio Brazlândia | Bruno Coelho (1ª—)                                              |
| Grêmio Valparaíso | Allen Coutinho (1ª—5ª, primeira fase)                           |
| Legião            | Luiz Henrique (1ª—5ª, primeira fase)                            |
| Luziânia          | Sebastião Rocha (1ª—)                                           |
| Planaltina        | Hugo Pilo (1ª—)                                                 |
| Riacho City       | Dedê Ramos (1ª—5ª, primeira fase)                               |
| SESP              | Ângelo Tadeu (1ª—5ª, primeira fase)                             |
| Sobradinho        | André Beijoca (1ª—5ª, primeira fase)                            |